# Meta Quest 3

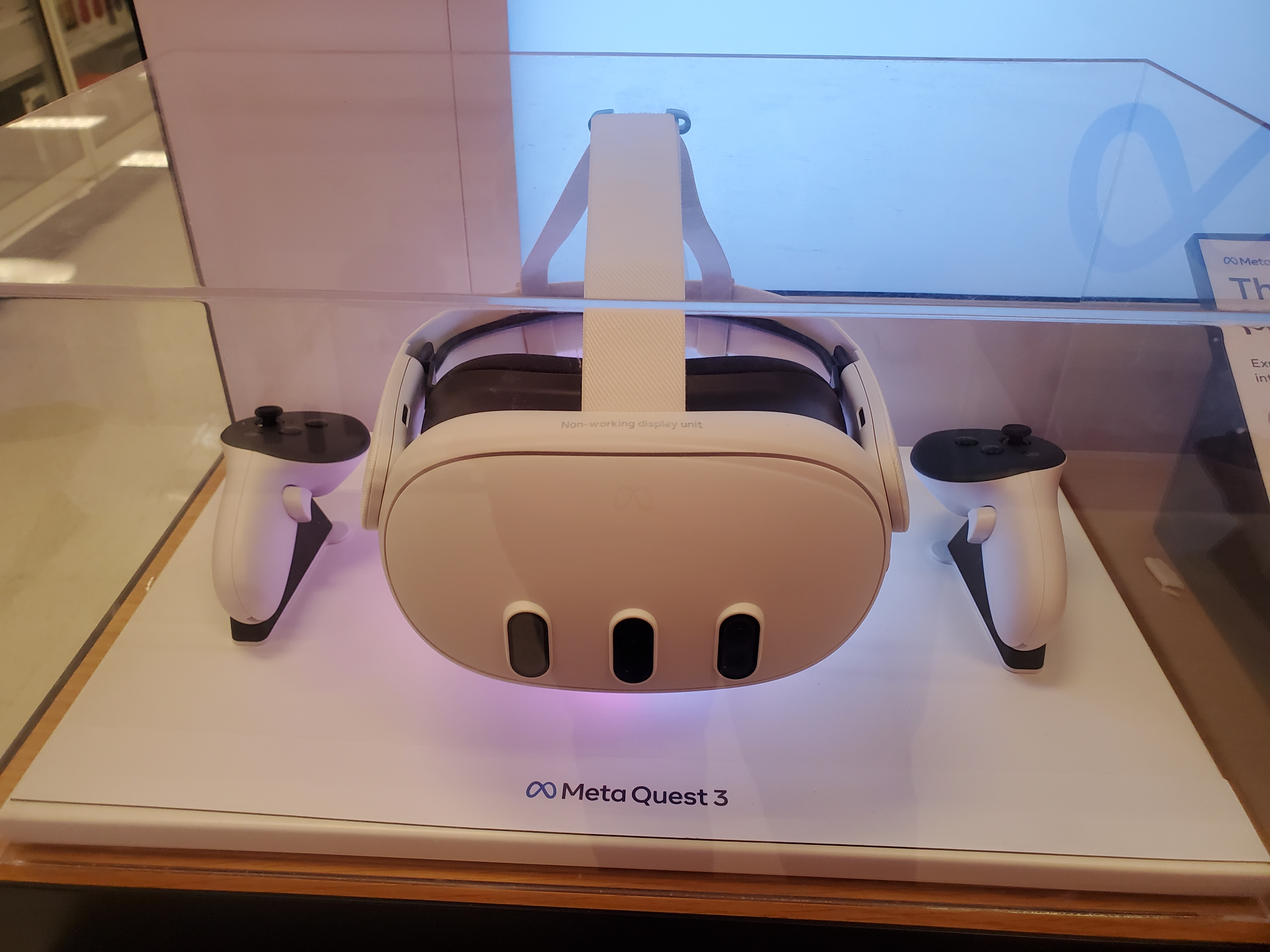

Meta Quest 3 — гарнитура виртуальной реальности (VR), разработанная Reality Labs, подразделением Meta Platforms. Она была представлена 1 июня 2023 года и выпущена 10 октября в качестве преемника Quest 2.
Гарнитура имеет обновлённое аппаратное обеспечение с элементами гарнитуры Quest Pro, включая более тонкие корпус и линзы, а также дополнительные датчики и цветные сквозные камеры, предназначенные для приложений смешанной реальности (AR).
Quest 3 может работать как самостоятельная гарнитура или использовать функцию Quest Link для работы в качестве VR-гарнитуры для компьютера, подключённого через кабель или по беспроводной связи (Air Link).

## Характеристики
Дизайн Quest 3 — это эволюция Quest 2 в сочетании с элементами Quest Pro. В ней используется пара ЖК-дисплеев с разрешением 2064×2208 для каждого глаза (это больше, чем 1832×1920 у Quest 2), на которые смотрят через «линзы-блины» (англ. Pancake lens), аналогичные тем, что используются в Quest Pro, что позволяет сделать корпус тоньше. Лицевую часть гарнитуры украшают три «пилюли», содержащие датчики и камеры; две внешние пилюли содержат монохромную камеру, используемую для отслеживания положения, и цветную камеру, используемую для просмотра AR. Центральная пилюля содержит датчик глубины, который используется в сочетании с другими датчиками для определения границ и смешанной реальности.
В Quest 3 используется Snapdragon XR2 Gen 2, система на кристалле производства Qualcomm, основанная на их флагманской SoC Snapdragon 8 Gen 2 для мобильных телефонов, которая, как утверждает Meta, имеет более чем в два раза большую производительность графики (GPU), чем Snapdragon XR2 Gen 1, используемый в Quest 2 и других подобных автономных гарнитурах.
Гарнитура поставляется с контроллерами Touch Plus; по дизайну они похожи на контроллеры Touch Pro, используемые в Quest Pro. В отличие от контроллеров Touch Pro, они не используют специальный процессор и камеры для отслеживания положения и питаются от батареек AA, а не от аккумуляторов. Quest 3 также совместим с контроллерами Touch Pro.

### Программное обеспечение
Quest 3 обратно совместим со всем программным обеспечением Quest 2. Существующие программы могут получить обновления, добавляющие графику более высокой чёткости (включая текстуры высокого разрешения) при запуске на Quest 3.

## Отзывы
В отчёте о практическом использовании, опубликованном до официальной презентации, автор Bloomberg Марк Гурман обнаружил, что новый режим прозрачности AR значительно лучше, чем у всех предыдущих продуктов Meta (включая Quest Pro): он достаточно хорош, чтобы читать и пользоваться телефоном через него, но отслеживание контроллера менее точное. Meta объяснила, что со временем, до запуска, она улучшит точность отслеживания контроллера с помощью различных уже открытых, но ещё не внедрённых технологий отслеживания и обновлений программного обеспечения.
Издание Wired высоко оценило обновлённое аппаратное обеспечение Quest 3, а также его форм-фактор за более удобную и «надёжную» посадку. Было отмечено, что цветные камеры лучше, чем прежние монохромные, но все равно выглядят размытыми, а доступные приложения не используют потенциал AR в полной мере. Пользовательский интерфейс также критиковали за то, что он практически не изменился по сравнению с прошлыми моделями, в нём отсутствуют функции управления приложениями и неясны пути миграции данных, сохранённых в облаке с предыдущих гарнитур Quest. В заключение было отмечено, что «всё, что она делает, она делает хорошо, но ничего не делает на высшем уровне», и что Quest 3 «может быть недостаточно, чтобы сделать массовое внедрение VR или MR реальностью».

## Галерея

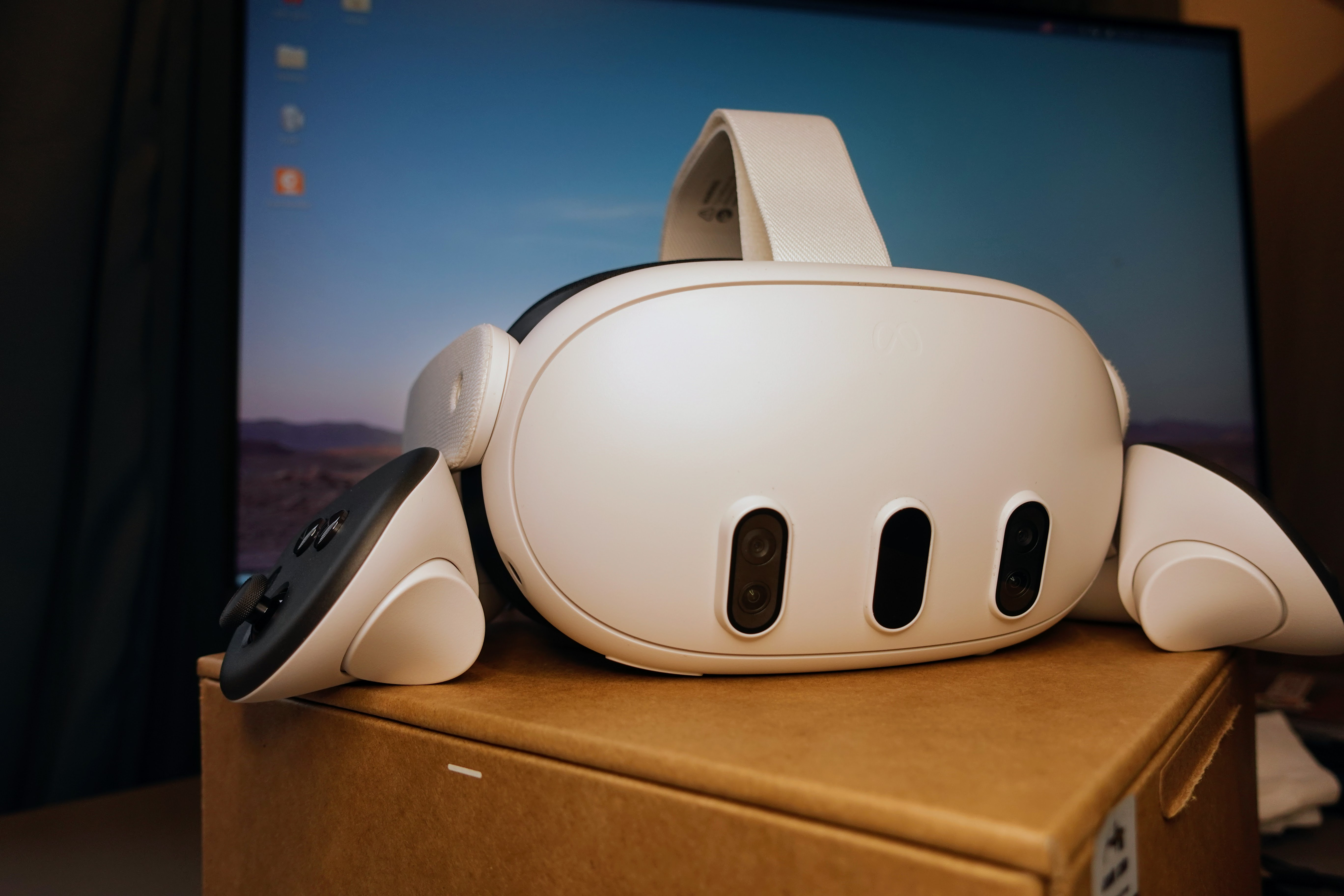
Meta Quest 3 спереди
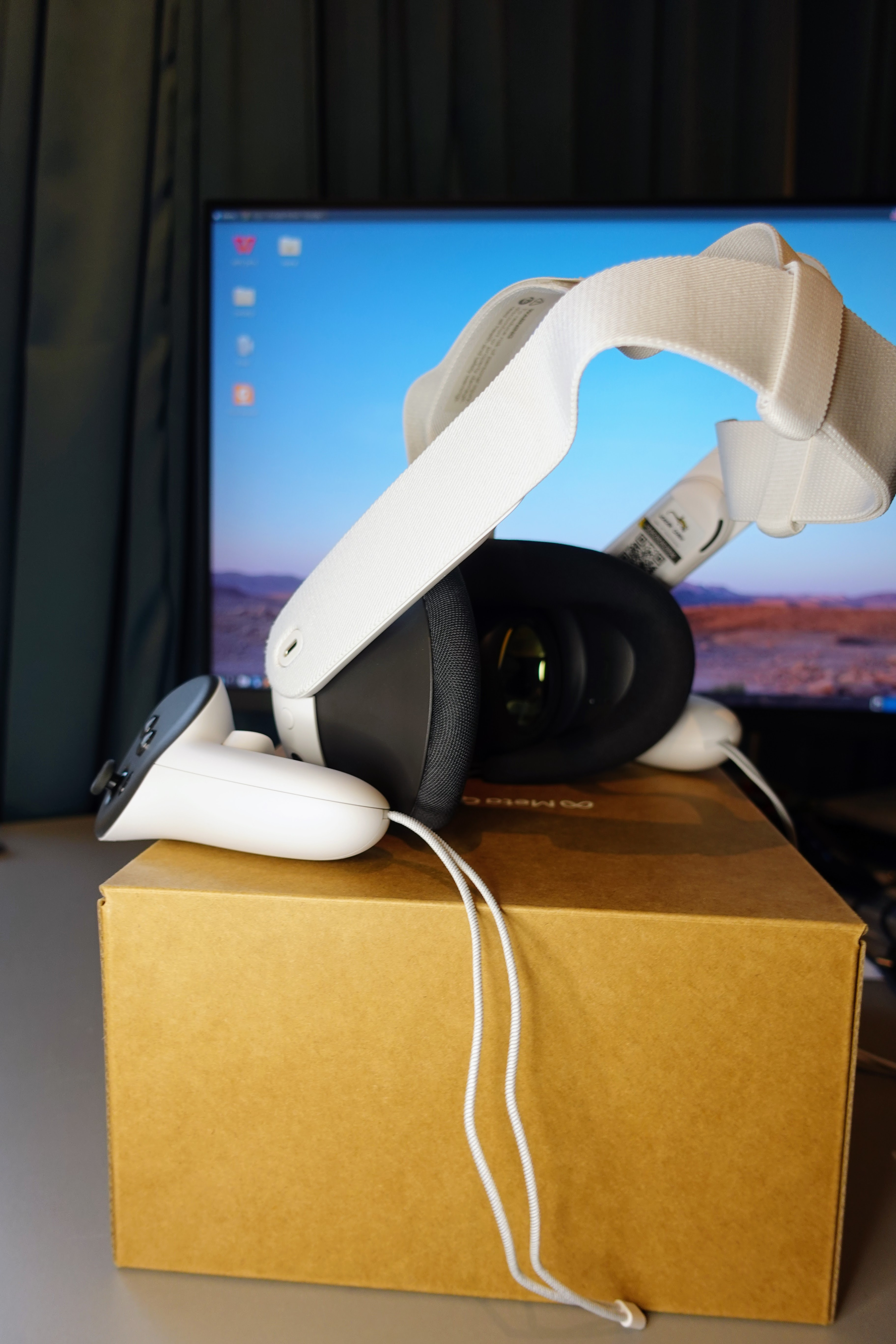
Meta Quest 3 сзади
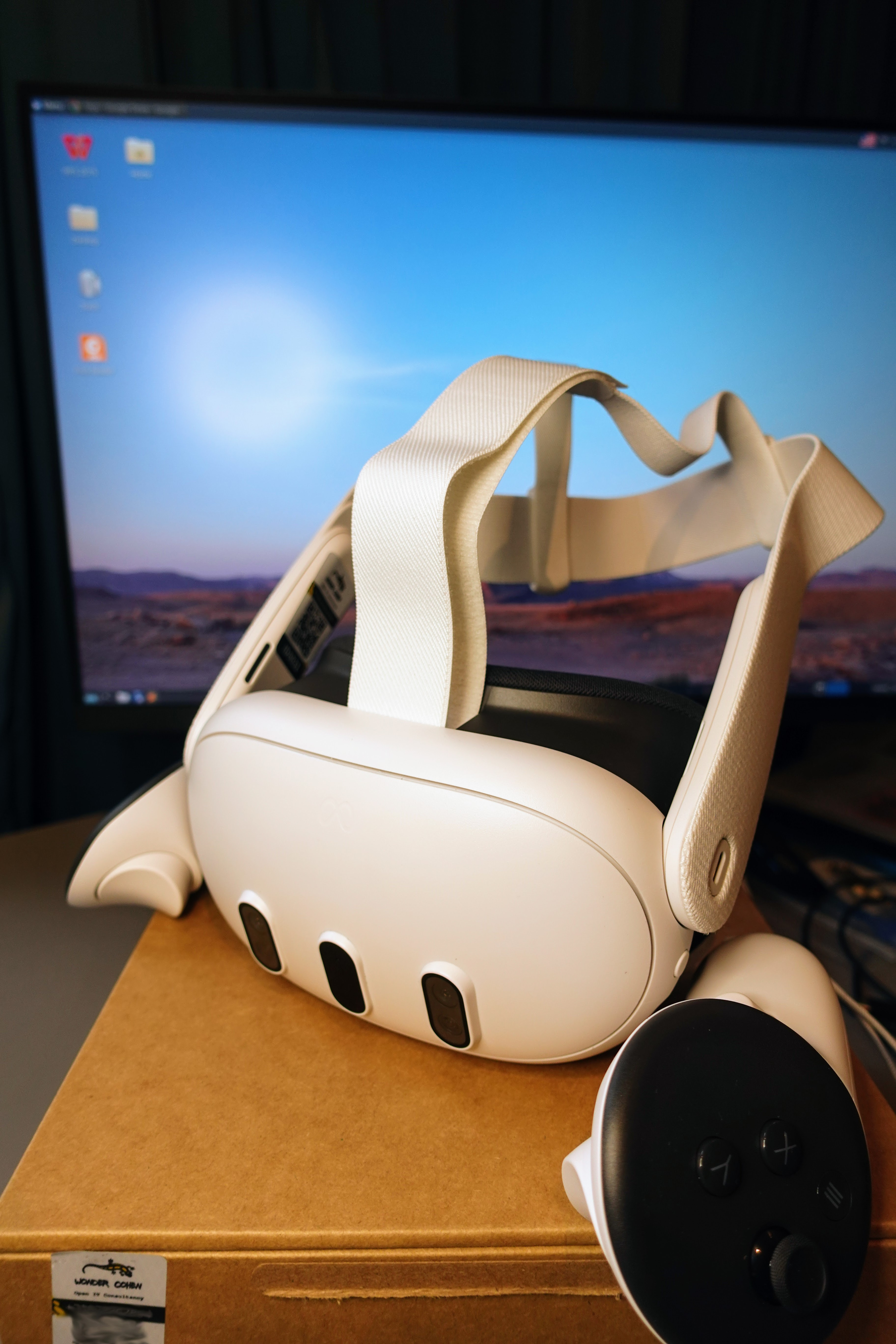
Meta Quest 3 сбоку
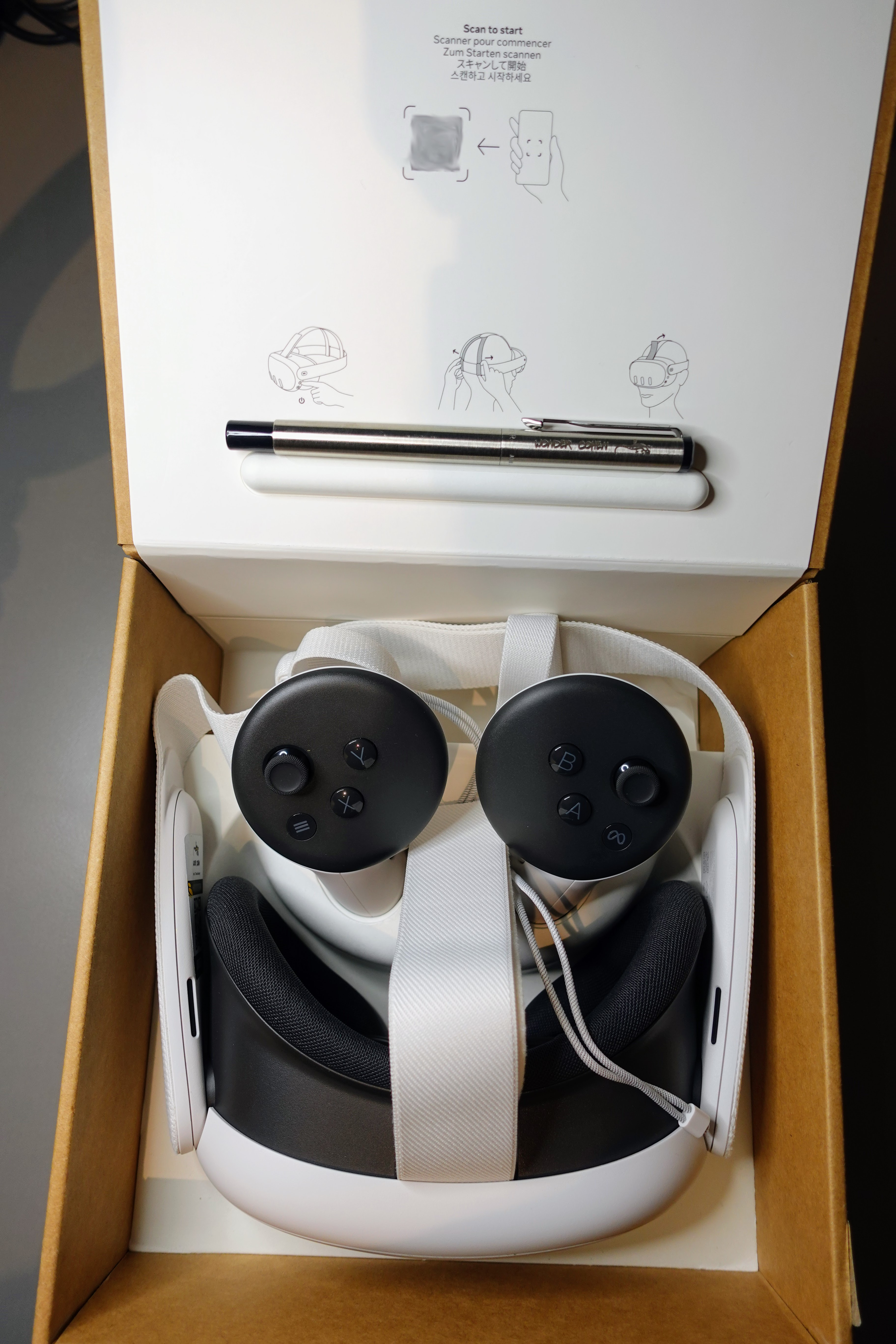
Meta Quest 3 сверху